# HC Lugano
HC Lugano (celým názvem: Hockey Club Lugano) je švýcarský klub ledního hokeje, který sídlí ve městě Lugano v kantonu Ticino. Založen byl v roce 1941. Švýcarským mistrem se stal celkem sedmkrát, poslední titul získalo Lugano v sezóně 2005/06. Od sezóny 1982/83 působí v National League, švýcarské nejvyšší soutěži ledního hokeje. Klubové barvy jsou černá, žlutá a bílá.
Své domácí zápasy odehrává v hale Resega s kapacitou 8 250 diváků.

## Získané trofeje
- Championnat / National League A ( 7× )
  - 1985/86, 1986/87, 1987/88, 1989/90, 1998/99, 2002/03, 2005/06

## Účast v mezinárodních pohárech
Zdroj:
Legenda: SP - Spenglerův pohár, EHP - Evropský hokejový pohár, EHL - Evropská hokejová liga, SSix - Super six, IIHFSup - IIHF Superpohár, VC - Victoria Cup, HLMI - Hokejová liga mistrů IIHF, ET - European Trophy, HLM - Hokejová Liga mistrů, KP - Kontinentální pohár
- EHP 1986/1987 – Finálová skupina (4. místo)
- EHP 1987/1988 – Základní skupina B (2. místo)
- EHP 1988/1989 – Základní skupina D (2. místo)
- EHP 1990/1991 – Zápas o 5. místo
- SP 1991 – Finále
- EHL 1999/2000 – Zápas o 3. místo
- KP 2000/2001 – 2. kolo, sk. M (2. místo)
- KP 2001/2002 – 2. kolo, sk. N (3. místo)
- KP 2002/2003 – Zápas o 3. místo
- KP 2003/2004 – Zápas o 3. místo
- SP 2015 – Finále
- SP 2016 – Finále
- HLM 2016/2017 – Osmifinále
- HLM 2018/2019 – Osmifinále

## Přehled ligové účasti
Zdroj:
- 1957–1959: 1. Liga (3. ligová úroveň ve Švýcarsku)
- 1962–1964: 1. Liga (3. ligová úroveň ve Švýcarsku)
- 1964–1971: National League B Ost (2. ligová úroveň ve Švýcarsku)
- 1971–1973: National League (1. ligová úroveň ve Švýcarsku)
- 1973–1982: National League B Ost (2. ligová úroveň ve Švýcarsku)
- 1982– : National League (1. ligová úroveň ve Švýcarsku)

## Jednotlivé sezóny
| Švýcarsko (1992 – ) |                  |                                                      |                             |
| Sezona              | Umístění v ZČ    | Play-off                                             | Češi                        |
| 1992/1993           | 4. místo         | Semifinále Prohra s EHC Kloten 1 : 3                 | Petr Rosol                  |
| 1993/1994           | Bronzová medaile | Semifinále Prohra s EHC Kloten 1 : 3                 |                             |
| 1994/1995           | Stříbrná medaile | Čtvrtfinále Prohra s EHC Kloten 2 : 3                |                             |
| 1995/1996           | 7. místo         | Čtvrtfinále Prohra s EHC Kloten 1 : 3                |                             |
| 1996/1997           | 6. místo         | Semifinále Prohra s SC Bern 1 : 3                    |                             |
| 1997/1998           | 6. místo         | Čtvrtfinále Prohra s HC Davos 3 : 4                  |                             |
| 1998/1999           | Bronzová medaile | Finále Výhra s HC Ambrì-Piotta 4 : 1                 |                             |
| 1999/2000           | Zlatá medaile    | Finále Prohra s ZSC Lions 2 : 4                      |                             |
| 2000/2001           | Zlatá medaile    | Finále Prohra s ZSC Lions 3 : 4                      |                             |
| 2001/2002           | Stříbrná medaile | Finále Prohra s HC Davos 0 : 4                       |                             |
| 2002/2003           | 4. místo         | Finále Výhra s HC Davos 4 : 2                        |                             |
| 2003/2004           | Zlatá medaile    | Finále Prohra s SC Bern 2 : 3                        |                             |
| 2004/2005           | Zlatá medaile    | Čtvrtfinále Prohra s SC Bern 1 : 4                   |                             |
| 2005/2006           | Stříbrná medaile | Finále Výhra s HC Davos 4 : 1                        |                             |
| 2006/2007           | 4. místo         | Čtvrtfinále Prohra s EHC Kloten 3 : 4                |                             |
| 2007/2008           | 9. místo         | Ne                                                   |                             |
| 2008/2009           | 5. místo         | Čtvrtfinále Prohra s HC Davos 3 : 4                  |                             |
| 2009/2010           | 8. místo         | Čtvrtfinále Prohra s SC Bern 0 : 4                   |                             |
| 2010/2011           | 10. místo        | Ne                                                   |                             |
| 2011/2012           | 6. místo         | Čtvrtfinále Prohra s Fribourg-Gottéron 2 : 4         | Jaroslav Bednář             |
| 2012/2013           | 6. místo         | Čtvrtfinále Prohra s EV Zug 3 : 4                    | Jaroslav Bednář, Pavel Rosa |
| 2013/2014           | 5. místo         | Čtvrtfinále Prohra s HC Servette Ženeva 1 : 4        |                             |
| 2014/2015           | Bronzová medaile | Čtvrtfinále Prohra s HC Servette Ženeva 2 : 4        |                             |
| 2015/2016           | 5. místo         | Finále Prohra s SC Bern 1 : 4                        |                             |
| 2016/2017           | 7. místo         | Semifinále Prohra s SC Bern 1 : 4                    |                             |
| 2017/2018           | 4. místo         | Finále Prohra s ZSC Lions 3 : 4                      |                             |
| 2018/2019           | 7. místo         | Čtvrtfinále Prohra s EV Zug 0 : 4                    |                             |
| 2019/2020           | 8. místo         | play-off zrušeno kvůli pandemii covidu-19            |                             |
| 2020/2021           | Stříbrná medaile | Čtvrtfinále Prohra s SC Rapperswil-Jona Lakers 1 : 4 |                             |
| 2021/2022           | 9. místo         | Ne                                                   |                             |
| 2022/2023           | 10. místo        | Čtvrtfinále Prohra s HC Servette Ženeva 2 : 4        |                             |
| 2023/2024           | 7. místo         | Čtvrtfinále Prohra s Fribourg-Gottéron 2 : 4         |                             |
| 2024/2025           |                  |                                                      | Radim Zohorna               |